# Borknagar

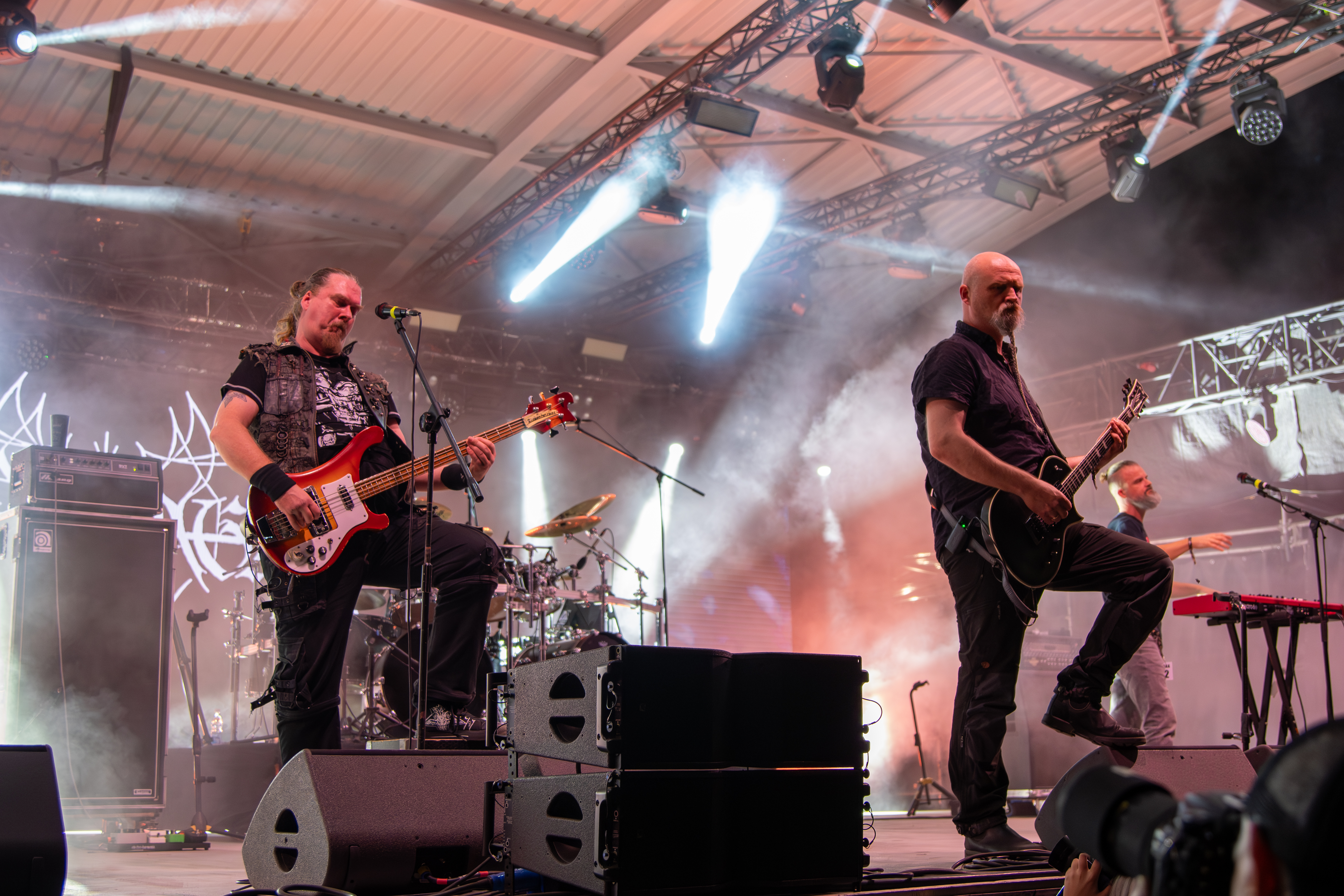
Borknagar, 2024

Borknagar este o formație de black metal progresiv din Bergen, Norvegia fondată în anul 1995 de către Øystein Garnes Brun. Stilul trupei combină folk metal-ul cu black metal, la care se adaugă elemente progresive și melodice. Versurile trupei conțin referiri la filosofie, păgânism, natură sau cosmos.